# Lodní šroub

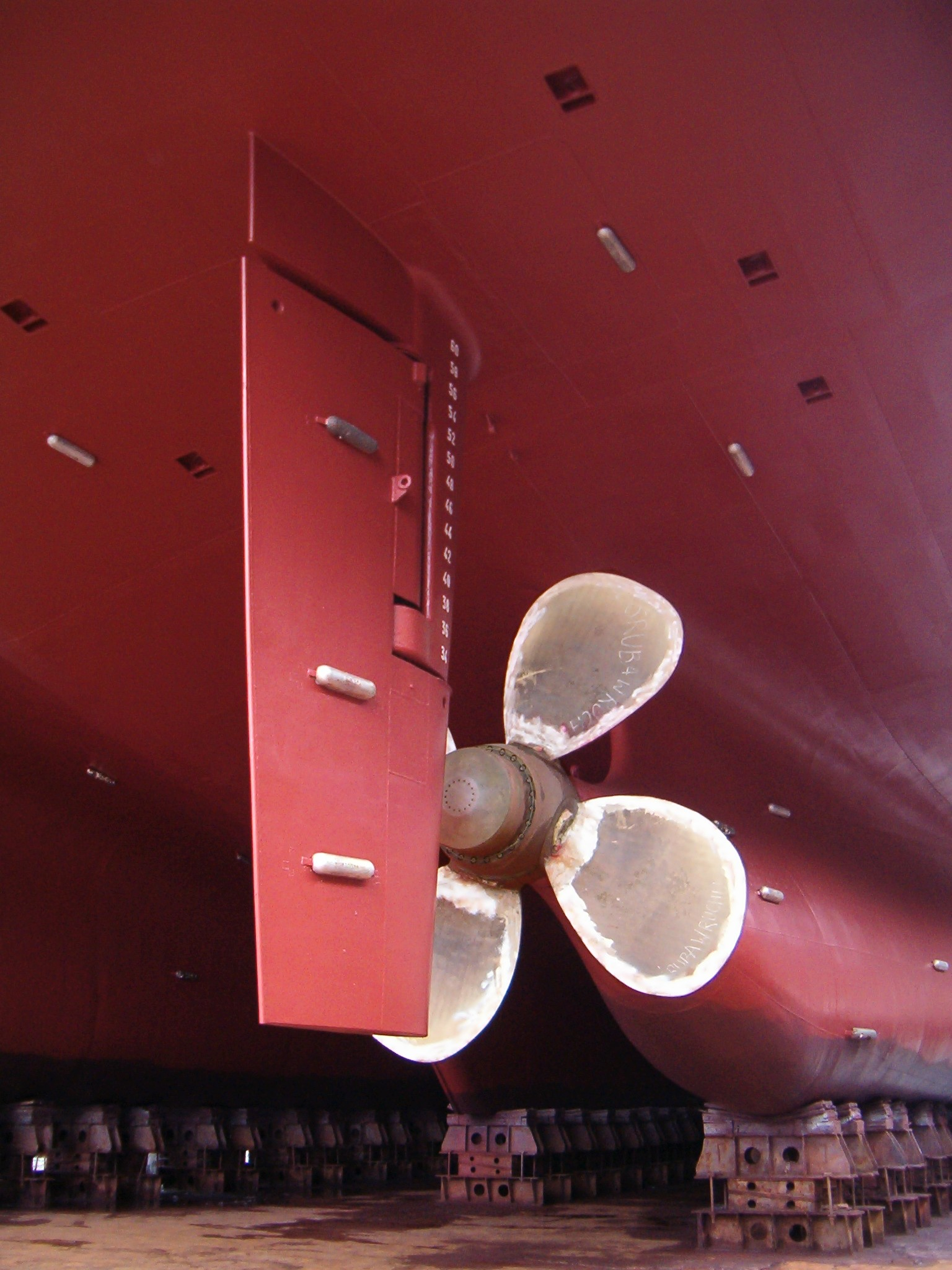
Lodní šroub v Gdaňské loděnici

Lodní šroub je součást lodí, která svým rotačním pohybem vytváří sílu, která loď pohání. Šroub urychluje masu vody směrem vzad a výsledkem je reakční síla využitá k pohybu lodi.
První ručně poháněné šrouby pro pohon své ponorky Turtle použil již v roce 1775 David Bushnell. Pohon lodě pomocí parního stroje a šroubu vlastní konstrukce
si nechal patentovat český vynálezce Josef Ressel v roce 1827. Během druhé poloviny 19. století byly loděmi poháněnými lodním šroubem postupně vytlačeny kolesové parníky. Lodě s lodním šroubem fungují dodnes. Hlavním důvodem přechodu od koles k lodnímu šroubu byla větší účinnost lodního šroubu. Použití lodního šroubu místo koles také vedlo k odstranění negativního vlivu příčného naklánění lodi, například při velkých vlnách. Příčným nakláněním lodi se mohla kolesa krátkodobě dostat nad hladinu, což vedlo ke snížení účinnosti pohonu a k ovlivnění směru jízdy lodi.
Lodní šroub nasává přední stranou vodu, prožene ji svým průřezem a vypudí směrem za sebe. Toto množství vody je urychlováno z nulové rychlosti před šroubem až k hodnotě mnohem větší rychlosti, při níž opouští šroub.
Z druhého Newtonova zákona, který definuje sílu jako součin hmoty a jejího zrychlení, pak snadno spočítáme takto vzniklý tah, jestliže známe rychlost proudu hned za šroubem. Anebo můžeme ze změřeného statického tahu naopak spočítat rychlost vody proudící od šroubu.
Šroub je v podstatě nakloněná rovina navinutá na válec. Křivka, kterou vytvoří nakloněná rovina při navíjení na válec, je šroubovice. Na šroubu je podél této křivky vyříznut šroubový závit. Působí-li na obvodu šroubu síla, otáčí se šroub kolem své osy a při jedné otočce postoupí o výšku závitu ve směru podélné osy šroubu. Vzdálenost dvou sousedních závitů označíme jako stoupání závitu h. Síla na šroubu působí rovnoběžně se základnou, proto uvažujeme délku základny: z = o = 2πr = πd.
Dosazením do vztahu pro rovnovážnou polohu na nakloněné rovině, kde délku nakloněné roviny nahradíme délkou její základny z, se kterou působí síla rovnoběžně, dostaneme: Fz = Gh, Fπd = Gh.
Ve vztahu je F síla, kterou působíme na šroub, d vzdálenost působiště síly, G je síla vyvinutá šroubem, např. síla, kterou šroub stahuje sešroubované díly. Stejné vztahy platí i u lodního šroubu.
Účinnost lodního šroubu snižuje provzdušnění. Provzdušnění je stav, kdy jsou výfukové plyny nebo vzduch při hladině vtahovány do listů lodního šroubu. Pokud k tomuto stavu dojde, loď ztratí rychlost a otáčky motoru rychle stoupnou. Může to být důsledkem příliš ostrého zatáčení, motoru, který je namontován velmi vysoko na záďovém nosníku, nebo nadměrně vyladěným motorem.
Na lopatkách lodních šroubů vzniká jev zvaný kavitace. Kavitační jevy kromě snižování účinnosti vedou i k poškozujícím elektrochemickým pochodům na listech šroubu, proto lze s výhodou používat chemicky odolné materiály jako je niklo-hliníkový bronz.
Srovnej s heslem vrtule.